# Kistehén Tánczenekar
A Kistehén egy magyar alternatív zenekar.
Az együttes 2002-ben a Sziget Fesztivál reklámjaként debütált dal, az "Ééén vagyok a kis tehééén, ülök a fa tetejééén" kezdetű dal előadójaként tűnt fel. Később 2004 áprilisában Kollár-Klemencz László és együttese Zene a nyulaknak néven futott, majd később felvette Kistehén Tánczenekar nevet, majd a Kistehén név mellett maradt.
Az évek során öt lemezük is megjelent, amelyekről a legismertebb dalok a Szájbergyerek, Szerelmes vagyok minden nőbe és a Virágok a réten, Jó csávó a Markó. 2020-ban feloszlottak. Döntésüket azzal indokolták, hogy "már mindent elmondtak, amit szerettek volna", egyénileg pedig új kihívások után akarnak nézni. A feloszlásukat követően 2021-ben búcsúturnét hirdettek, melynek főbb pontjai a Budapest Park és a Fishing on Orfű fesztivál volt. Minden idők utolsó KiSTeHéN koncertje! nevű koncerten búcsúztak el a Budapest Park-ban 2022. április 29-én, ahol a vendég a Fran Palermo és a Ricsárdgír voltak, emellett fellépett Dorogi Péter korábbi tag is.

## Díjai, elismerései
Transilvanian Music Awards - Az év alternatív együttese (2013)

## Diszkográfia
- Zene a nyulaknak (2002)
- Csintalan (2004)
- Szájbergyerek (remix single)
- Szerelmes vagyok minden nőbe (2006)
- Virágok a réten - single (Romano Drom remix)
- Ember a fán (2008)
- Picsába az űrhajókkal (2010)
- Elviszlek magammal (2012)
- Szomjas nők (2014)
- Bocsánat (2018)[4]